# Ejército católico y real de Vandea
El Ejército católico y real de Vandea (en francés: Armée catholique et royale de Vendée) fue la unidad militar en que se agrupaban los contrarrevolucionarios vandeanos durante la Guerra de la Vendée, entre el 3 de marzo de 1793 y el 5 de mayo de 1795. 
Constaba de tres unidades independientes, conocidas como los ejércitos del Loira, del Centro y del Marais; recién el 12 de junio de 1793, tras un consejo militar entre los distintos jefes, se unificaron y coordinaron las fuerzas. En su mejor momento llegaron a controlar un extenso territorio entre los actuales departamentos de Poitou, Anjou, Bretaña, Vandea, norte de Deux-Sèvres, sur de Maine-et-Loire y sur de Loire-Atlantique.
Sus generalísimos fueron, en orden sucesivo, Jacques Cathelineau, Charles de Bonchamps con Maurice d'Elbée y Henri de La Rochejaquelein. Tras la devastadora derrota que significó el Giro de la Galerna, con la pérdida de la mayoría de sus líderes y combatientes, se dividió en guerrillas que apenas pudieron coordinarse entre sus diferentes jefes, acabando con la muerte de la mayoría de estos.
Posteriormente hubo nuevas sublevaciones, bastante menores y más breves en comparación a la primera, entre el 24 de junio de 1795 y el 29 de marzo de 1796, del 15 de octubre de 1799 al 18 de enero de 1800, del 15 de mayo al 26 de junio de 1815 (reacción contraria a los Cien Días) y en 1832 (conspiración de la duquesa de Berry para derrocar la Monarquía de Julio).